# إريك كول
إريك كول (بالإنجليزية: Eric Cole)‏ (10 فبراير 1906 مالطا - 19 ديسمبر 1992 المملكة المتحدة) هو عسكري بريطاني شارك في الحرب العالمية الثانية.

## روابط خارجية
- إريك كول على موقع إي آس بي آن كريك إنفو (الإنجليزية)